# هيكتور توريس
هيكتور توريس (بالإنجليزية: Héctor Torres)‏ هو لاعب كرة قاعدة أمريكي، ولد في 16 سبتمبر 1945 في مونتيري في المكسيك.

## وصلات خارجية
- هيكتور توريس على موقع دوري كرة القاعدة الرئيسي (الإنجليزية)
- هيكتور توريس على موقعبيزبول رفرنس.كوم (الدوري الرئيسي) (الإنجليزية)
- هيكتور توريس على موقعبيزبول رفرنس.كوم (الدوري الثانوي) (الإنجليزية)